# انریکو بوونه
انریکو بوونه (ایتالیایی: Enrico Bovone؛ ۳۰ مارس ۱۹۴۶ – ۳ مه ۲۰۰۱) بازیکن بسکتبال اهل ایتالیا بود.
از باشگاه‌هایی که در آن بازی کرده‌است می‌توان به باشگاه بسکتبال پالاسانسترو وارزه اشاره کرد.